# Endecous betariensis
Endecous betariensis is een rechtvleugelig insect uit de familie krekels (Gryllidae). De wetenschappelijke naam van deze soort is voor het eerst geldig gepubliceerd in 1998 door de Mello & Pellegatti-Franco.